# Anyuiite
L'anyuiite è un minerale scoperto nel 1989 in Russia nel bacino del fiume Bol'shoi Anyui dal quale ha preso il nome ed approvato dall'IMA nel 1991.

## Morfologia
L'anyuiite è stata rinvenuta in granuli composti da più minerali (contenenti anche oro e piombo) di qualche millimetro di forma rotondeggiante, oppure allungata ed appiattita di forma romboidale o quadrata. È stata trovata anche concresciuta in minuscoli aggregati appiattiti e cristalli prismatici. Il colore è grigio argento ma nel giro di un paio di giorni diventa grigio piombo per l'ossidazione.

## Origine e giacitura
Il minerale è stato scoperto nei depositi alluvionali auriferi formati dal fiume Bol'shoi Anyui associato con oro, platino, iridosmina, osmio, ruteniridosmina, laurite ricca di iridio ed osmio, spinello ricco di cromo, ilmenite ed ematite.